# Étréham
Étréham [etʁeɑ̃] est une commune française, située dans le département du Calvados en région Normandie, peuplée de 327 habitants.

## Géographie
Étreham est une commune du Bessin située à neuf kilomètres de Bayeux et quatre kilomètres de Port-en-Bessin-Huppain, sur l'Aure.
|        |         | Sainte-Honorine-des-Pertes |
| Russy  | Etréham | Port-en-Bessin-Huppain     |
| Mosles |         | Maisons                    |

### Hydrographie
La commune est située dans le bassin Seine-Normandie. Elle est drainée par l'Aure, l'Orbec et  et un autre petit cours d'eau,.
L'Aure, d'une longueur de 82 km, prend sa source dans la commune de Caumont-sur-Aure et se jette  dans la Vire en limite d'Osmanville, Isigny-sur-Mer et Carentan-les-Marais, après avoir traversé 26 communes. 

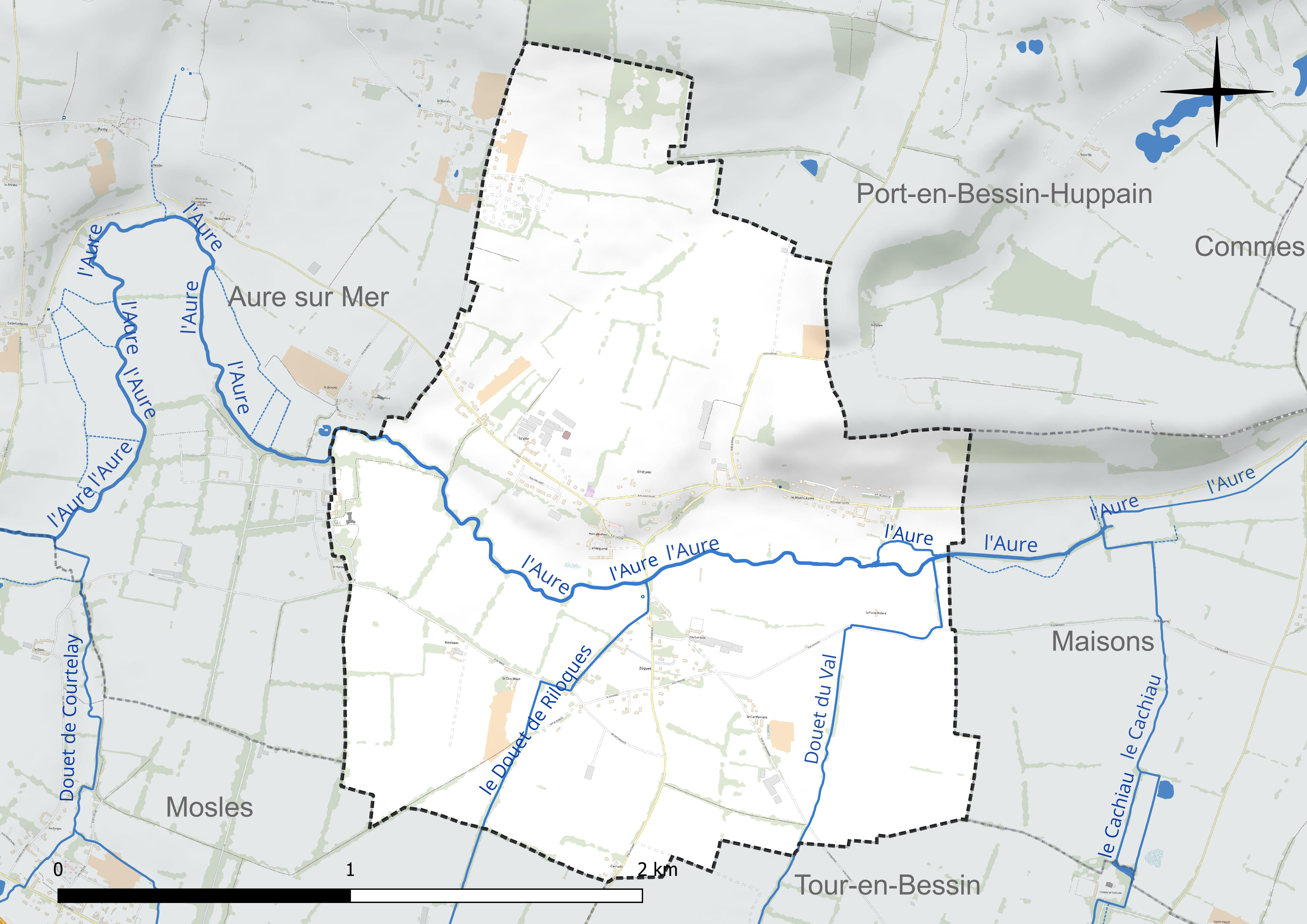
Réseau hydrographique d'Étréham.

### Climat
Pour des articles plus généraux, voir Climat de la Normandie et Climat du Calvados.
En 2010, le climat de la commune est de type climat océanique franc, selon une étude du CNRS s'appuyant sur une série de données couvrant la période 1971-2000. En 2020, Météo-France publie une typologie des climats de la France métropolitaine dans laquelle la commune est exposée à un climat océanique et est dans la région climatique  Normandie (Cotentin, Orne), caractérisée par une pluviométrie relativement élevée (850 mm/a) et un été frais (15,5 °C) et venté. Parallèlement le GIEC normand, un groupe régional d'experts sur le climat, différencie quant à lui, dans une étude de 2020, trois grands types de climats pour la région Normandie, nuancés à une échelle plus fine par les facteurs géographiques locaux. La commune est, selon ce zonage, exposée à un « climat maritime », correspondant au Cotentin et à l'ouest du département de la Manche, frais, humide et pluvieux, où les contrastes pluviométrique et thermique sont parfois très prononcés en quelques kilomètres quand le relief est marqué.
Pour la période 1971-2000, la température annuelle moyenne est de 10,8 °C, avec  une amplitude thermique annuelle de 11,9 °C. Le cumul annuel moyen de précipitations est de 787 mm, avec 13,7 jours de précipitations en janvier et 7,9 jours en juillet. Pour la période 1991-2020, la température moyenne annuelle observée sur la station météorologique la plus proche, située sur la commune de Balleroy-sur-Drôme à 16 km à vol d'oiseau, est de 11,2 °C et le cumul annuel moyen de précipitations est de 924,3 mm,. Pour l'avenir, les paramètres climatiques de la commune estimés pour 2050 selon différents scénarios d'émission de gaz à effet de serre sont consultables sur un site dédié publié par Météo-France en novembre 2022.

## Urbanisme

### Typologie
Au 1er janvier 2024, Étréham est catégorisée commune rurale à habitat dispersé, selon la nouvelle grille communale de densité à 7 niveaux définie par l'Insee en 2022.
Elle est située hors unité urbaine. Par ailleurs la commune fait partie de l'aire d'attraction de Bayeux, dont elle est une commune de la couronne,. Cette aire, qui regroupe 29 communes, est catégorisée dans les aires de moins de 50 000 habitants,.

### Occupation des sols
L'occupation des sols de la commune, telle qu'elle ressort de la base de données européenne d'occupation biophysique des sols Corine Land Cover (CLC), est marquée par l'importance des territoires agricoles (100 % en 2018), une proportion identique à celle de 1990 (100 %). La répartition détaillée en 2018 est la suivante : 
prairies (67,7 %), terres arables (32,3 %). L'évolution de l'occupation des sols de la commune et de ses infrastructures peut être observée sur les différentes représentations cartographiques du territoire : la carte de Cassini (XVIIIe siècle), la carte d'état-major (1820-1866) et les cartes ou photos aériennes de l'IGN pour la période actuelle (1950 à aujourd'hui).

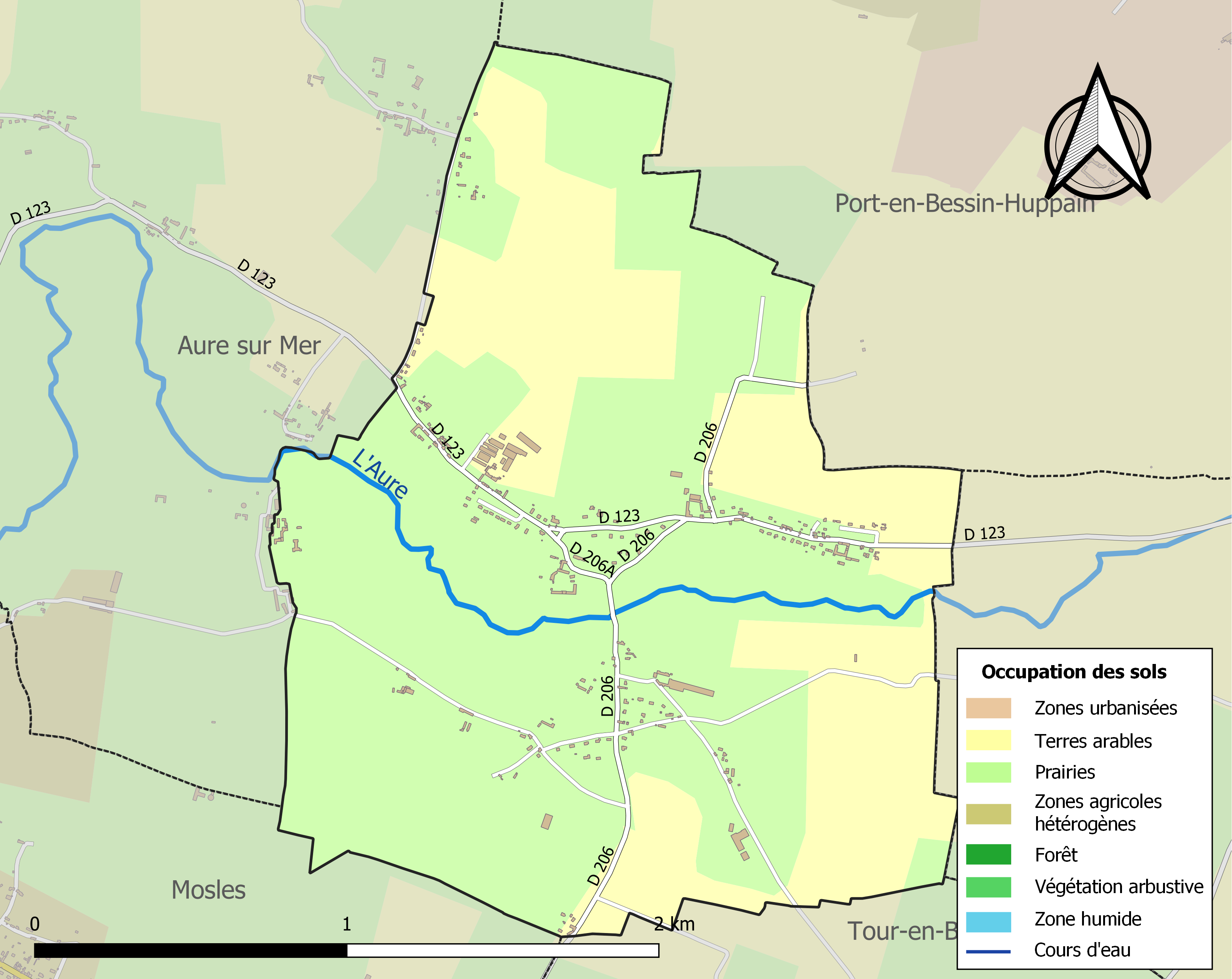
Carte des infrastructures et de l'occupation des sols de la commune en 2018 (CLC).

## Toponymie
Le nom de la localité est mentionné sous les formes Oesterham en 1350, Estreham le Perreux (ou le Perroux) en 1371 ; Oystreham le Proux en 1396 ; Estrehennum en 1417 ; Oistreham le Proult en 1511.
En l'absence de formes plus anciennes que 1350, il est impossible de dire si ce nom est antérieur à l'installation des colons anglo-scandinaves ou pas. Le second élément est probablement le vieil anglais hām « maison, foyer, village », dont sont issus le vieux normand ham « village » (cf. Le Ham) et les diminutifs hamel, hamelet. Le premier élément est probablement le vieil anglais wester ou westre « ouest », à l'instar de Westerham en Angleterre.
Remarque : En théorie [w] d'origine germanique est passé à [v] en Normandie au XIIe siècle, mais en toponymie, on constate parfois son amuïssement devant e ou i, ex. : Elbeuf (Wellebuoht 1070-81), Elbeuf-sur-Andelle (Wellebotum 1218) sur le vieil anglais wella « source » ; Incarville (Wicardi villa 1025) ou encore Infreville (Wifrevilla 1213), etc.
Le gentilé est Étréhamais.

## Histoire
Une nécropole mérovingienne de 4 000 tombes du VIe siècle a été mise au jour. On y a découvert des sarcophages, des verres, des perles, des boucles de ceintures et des pinces à épiler utilisées pour la barbe des hommes.
Lors du débarquement de Normandie, Étréham est bombardée le 8 juin 1944 par les troupes américaines du régiment de la 1re division d'infanterie surnommé la Big Red One débarquées à Omaha Beach. La commune est libérée le 9 juin et 600 soldats allemands sont faits prisonniers.
Le mont Cauvin, une butte de la commune, servira de premier dépôt de carburant aux Alliés jusqu'à la prise du port de Cherbourg et sa remise en service.

## Politique et administration
| Période                                  | Période  | Identité       | Étiquette | Qualité                        |
| ---------------------------------------- | -------- | -------------- | --------- | ------------------------------ |
| juin 1995                                | En cours | Alain Cornière | SE        | Technicien en maîtrise d'œuvre |
| Les données manquantes sont à compléter. |          |                |           |                                |

## Démographie
L'évolution du nombre d'habitants est connue à travers les recensements de la population effectués dans la commune depuis 1793. Pour les communes de moins de 10 000 habitants, une enquête de recensement portant sur toute la population est réalisée tous les cinq ans, les populations de référence des années intermédiaires étant quant à elles estimées par interpolation ou extrapolation. Pour la commune, le premier recensement exhaustif entrant dans le cadre du nouveau dispositif a été réalisé en 2005.
En 2022, la commune comptait 327 habitants, en évolution de −4,39 % par rapport à 2016 (Calvados : +1,58 %, France hors Mayotte : +2,11 %).
| 1793 | 1800 | 1806 | 1821 | 1831 | 1836 | 1841 | 1846 | 1851 |
| ---- | ---- | ---- | ---- | ---- | ---- | ---- | ---- | ---- |
| 251  | 231  | 247  | 266  | 260  | 301  | 290  | 289  | 298  |

| 1856 | 1861 | 1866 | 1872 | 1876 | 1881 | 1886 | 1891 | 1896 |
| ---- | ---- | ---- | ---- | ---- | ---- | ---- | ---- | ---- |
| 288  | 304  | 265  | 269  | 283  | 274  | 284  | 268  | 259  |

| 1901 | 1906 | 1911 | 1921 | 1926 | 1931 | 1936 | 1946 | 1954 |
| ---- | ---- | ---- | ---- | ---- | ---- | ---- | ---- | ---- |
| 247  | 228  | 220  | 184  | 201  | 207  | 178  | 184  | 198  |

| 1962 | 1968 | 1975 | 1982 | 1990 | 1999 | 2005 | 2006 | 2010 |
| ---- | ---- | ---- | ---- | ---- | ---- | ---- | ---- | ---- |
| 197  | 202  | 187  | 225  | 236  | 233  | 256  | 254  | 278  |

| 2015 | 2020 | 2022 | - | - | - | - | - | - |
| ---- | ---- | ---- | - | - | - | - | - | - |
| 336  | 330  | 327  | - | - | - | - | - | - |

## Économie
La commune se situe dans la zone géographique des appellations d'origine protégée (AOP) Beurre d'Isigny et Crème d'Isigny.

## Culture local et patrimoine

### Lieux et monuments
- Le haras d'Étréham, qui appartient à la famille de Chambure depuis les années 1940 et vend des étalons réputés dans toute l'Europe, se trouve dans un château du XIXe siècle, château bâtie par Frédéric-Christophe d'Houdetot au milieu d'un domaine de 250 hectares[33] et restauré par Pierre Barbe dans les années 1940.
- Un petit pont sur l'Aure a été construit à l'initiative du comte d'Houdetot, pair de France.
- Église Saint-Romain, dont les parties romanes sont encore conservées. L'intérieur de l'église a été restauré en 2018. A cette occasion on a découvert un tableau attribué à Francisco de Zurbarán (1598-1664), représentant une apparition de l'enfant Jésus à saint Antoine de Padoue.
- La ferme de la Marguerie, près de l'église, partiellement inscrite au titre des monuments historiques[34].

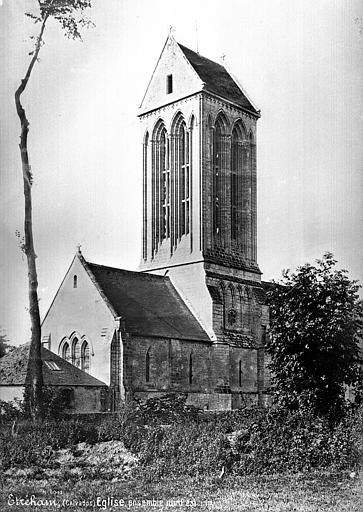
L'église d'Étréham au XIXe siècle Séraphin-Médéric Mieusement (1892).
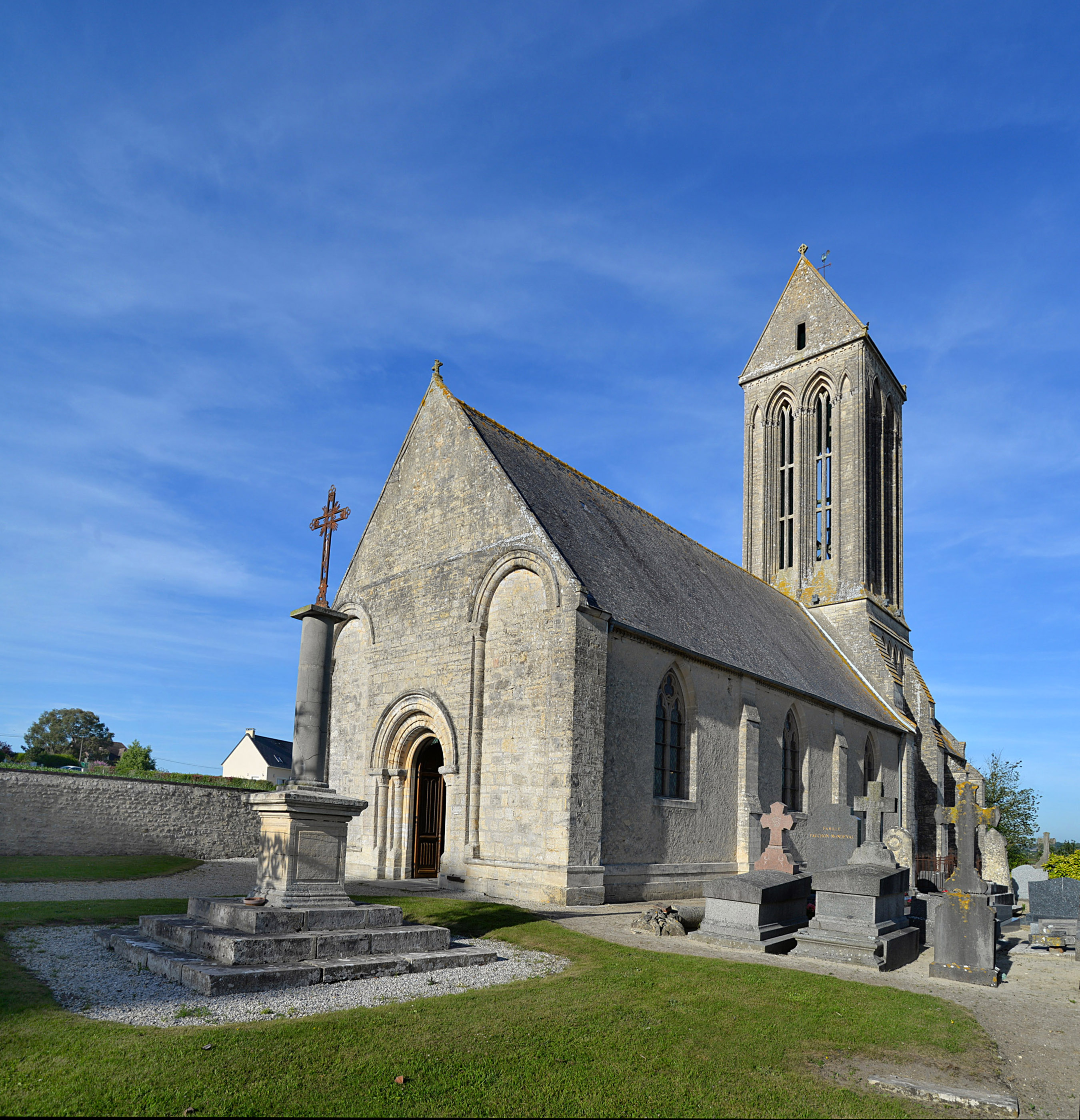
L'église Saint-Romain.
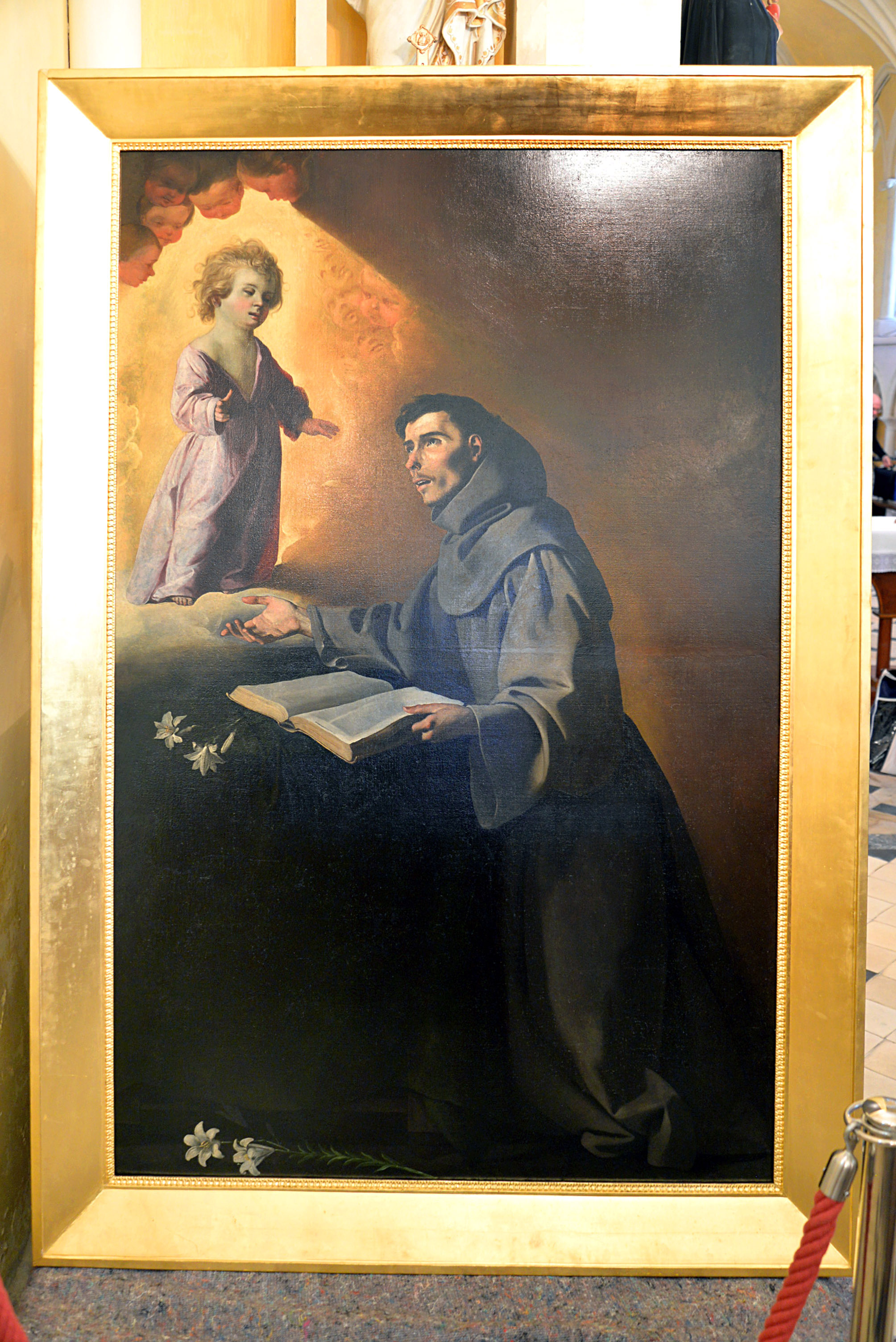
L'apparition de l'Enfant-Jésus à Saint-Antoine de Padoue.
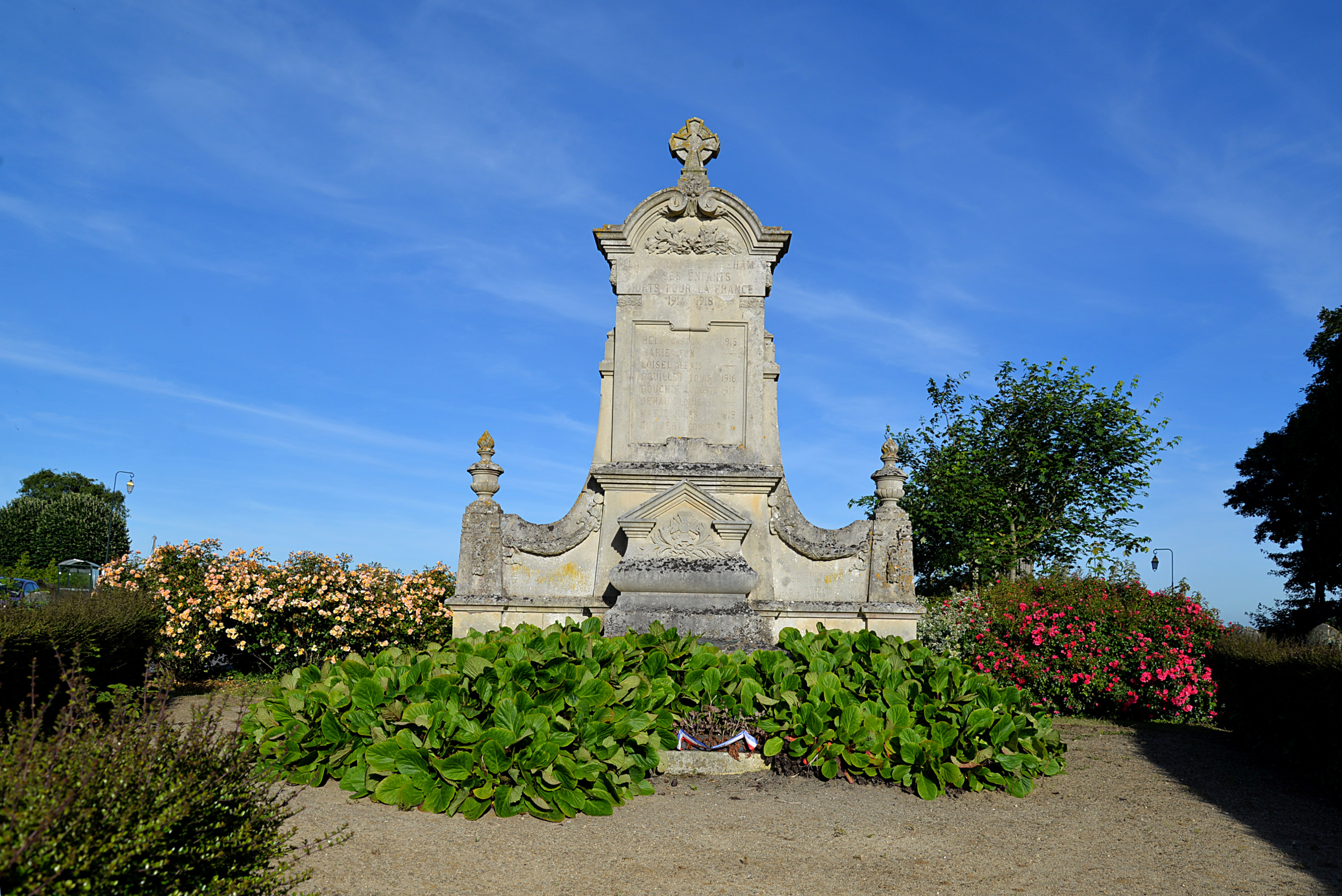
Le monument aux morts.

### Héraldique
| Blason de Étréham | Blason  | D'azur à deux bandes ondées abaissées d'argent, accompagnées en chef à senestre d'une tête coupée de cheval contournée du même, au franc-quartier de gueules chargé de deux léopards d'or. |
| Blason de Étréham | Détails | Les deux léopards d'or sur champ de gueules rappellent les armes de la Normandie. Le statut officiel du blason reste à déterminer.                                                         |